# Teri Terry
Teri Terry (bürgerlich Teresa Terry) ist eine Autorin von Jugendbüchern und wurde in Frankreich geboren. Ihr Geburtsdatum und der genaue Geburtsort wurden nicht veröffentlicht.

## Leben und Werk
Teri Terry wurde als Tochter eines Niederländers und einer Kanadierin in Frankreich geboren. Die Eltern ihrer Mutter stammen aus Finnland. In frühen Kindheitsjahren zog die Familie nach Kanada, wo der Vater in der kanadischen Air Force, zugehörig zur NATO Frankreich, stationiert war. In Kanada ging sie in Nova Scotia zur High School. Nachdem ihr Vater nach Alberta geschickt worden war, bewarb sie sich dort für einen Studienplatz. In ihren Zwanzigern zog sie nach Australien, wo sie 12 Jahre lang lebte. Im Urlaub in England traf sie ihren späteren Ehemann, dessen Nachnamen sie annahm, wodurch sie den Namen Terry erhielt. Mit ihrem Mann lebt sie seit 2004 im Vereinigten Königreich.
Nach ihrem ersten Studium in Kanada arbeitete sie als Wissenschaftlerin im Bereich Mikrobiologie. Dann studierte sie Recht und wurde Anwältin. Nach ihrem Umzug nach Australien begann sie erneut ein Studium und wurde Optikerin. In Großbritannien arbeitete sie kurze Zeit als Teaching Assistant und wurde anschließend Bibliothekarin bei der Calibre Audio Library, da ihre Abschlüsse aus Kanada und Australien nicht anerkannt wurden. Diese Position verließ sie, um sich auf das Schreiben zu konzentrieren und ihre Masterarbeit über die Darstellung von Terrorismus in Kinder- und Jugendliteratur fertigzustellen.
Terry schrieb acht Bücher, die nie veröffentlicht wurden, bevor Gelöscht als ihr Debüt veröffentlicht wurde. Mit diesem Werk konnte sie große Erfolge feiern. Es wurde vielfach ausgezeichnet und in diverse Sprachen übersetzt. Das Autorenprofil der deutschen Verlage, die ihre Bücher verlegen, nennt 9 Sprachen; ihr Hausverlag, der englische Hopper-Verlag, nennt 16 Sprachen. Die Filmrechte für die Slated-Reihe wurden bereits verkauft, ob ein Film in Planung ist, ist nicht bekannt.
Der dritte Band der Slated Reihe erschien in der deutschen Übersetzung zuerst unter dem Titel Vernichtet im Coppenrath Verlag. Der Titel musste aus titelschutzrechtlichen Gründen im Nachhinein abgeändert werden. Dafür konnten die Leser auf einer dafür vom Verlag eingerichteten Seite für einen neuen Titel stimmen. Die Mehrheit sprach sich für „Bezwungen“ aus. Über den Youtube-Kanal des Verlags gab Teri Terry den neuen Titel am 25. August 2014 in einem Video bekannt.
Terry ist Mitglied der Society of Children’s Book Writers and Illustrators (SCBWI).

## Werke
Slated
Gelöscht. Coppenrath, Münster 2013, ISBN 978-3-649-61183-7 (orig. Slated)
Zersplittert. Coppenrath, Münster 2014, ISBN 978-3-649-61184-4 (orig. Fractured)
Bezwungen. Coppenrath, Münster 2014, ISBN 978-3-649-62220-8 (orig. Shattered)
Exit Now! Coppenrath, Münster 2019, ISBN 978-3-649-63419-5 (orig.Fated)
Mind Games
Mind Games. Coppenrath, Münster 2015, ISBN 978-3-649-66712-4.
Dangerous Games, Orchard Books 2015, ohne ISBN, ausschließlich in Englischer Sprache
Dark Matter
Infiziert. Coppenrath, Münster 2017, ISBN 978-3-649-62599-5 (orig. Contagion)
Manipuliert. Coppenrath, Münster 2018, ISBN 978-3-649-62600-8 (orig. Deception)
Eliminiert. Coppenrath, Münster 2018, ISBN 978-3-649-62601-5 (orig. Evolution)
The Circle
Dark Blue Rising. Coppenrath, Münster 2021, ISBN 978-3-649-63871-1.
Red Sky Burning. soll 2021 erscheinen
Black Night Falling soll 2022 erscheinen
Sonstige
Book Of Lies. Coppenrath, Münster 2016, ISBN 978-3-649-66752-0.
Scare Me. soll 2023 erscheinen

## Auszeichnungen
- 2012 North East Teen Book Award für Gelöscht[13][14]
- 2013: Golden Amazing Book Award für Gelöscht[14][15]

- 2013: Angus Book Award für Gelöscht[14][16]

- 2013: Bishop Luffa School Book Award für Gelöscht[14]

- 2013: Leeds Book Award für Gelöscht[14][17]

- 2013: Portsmouth Book Award für Gelöscht[14][18]

- Rib Valley Book Award für Gelöscht[14]

- 2013: Rotherham Book Award für Gelöscht[14][19]
- 2013: Gewinner der Le Prix Livrentete für Gelöscht[14]
- British School of Paris Brilliant Book Award für Gelöscht[14]
- 2014:Concorde Book Award für Gelöscht[14][20]

- 2014: Falkirk RED Book Award für Gelöscht[14][21]
- Rotherham Book Award für Zersplittert[14]
- 2016: SCBWI Crystal Kite Award for the British Isles für Mind Games[14]
- 2016: Portsmouth Book Award für Mind Games[14]
- 2016: Silver book award der Sussex Coast Schools Amazing Book Awards 2016 für Mind Games[14]
- 2016: Highly Commended in 2016 Oxfordshire Book Awards für Mind Games[14][22]
- 2016: Redbridge Teen Book Award, 2. Platz für Mind Games[14]